# 木田チリメンジソ

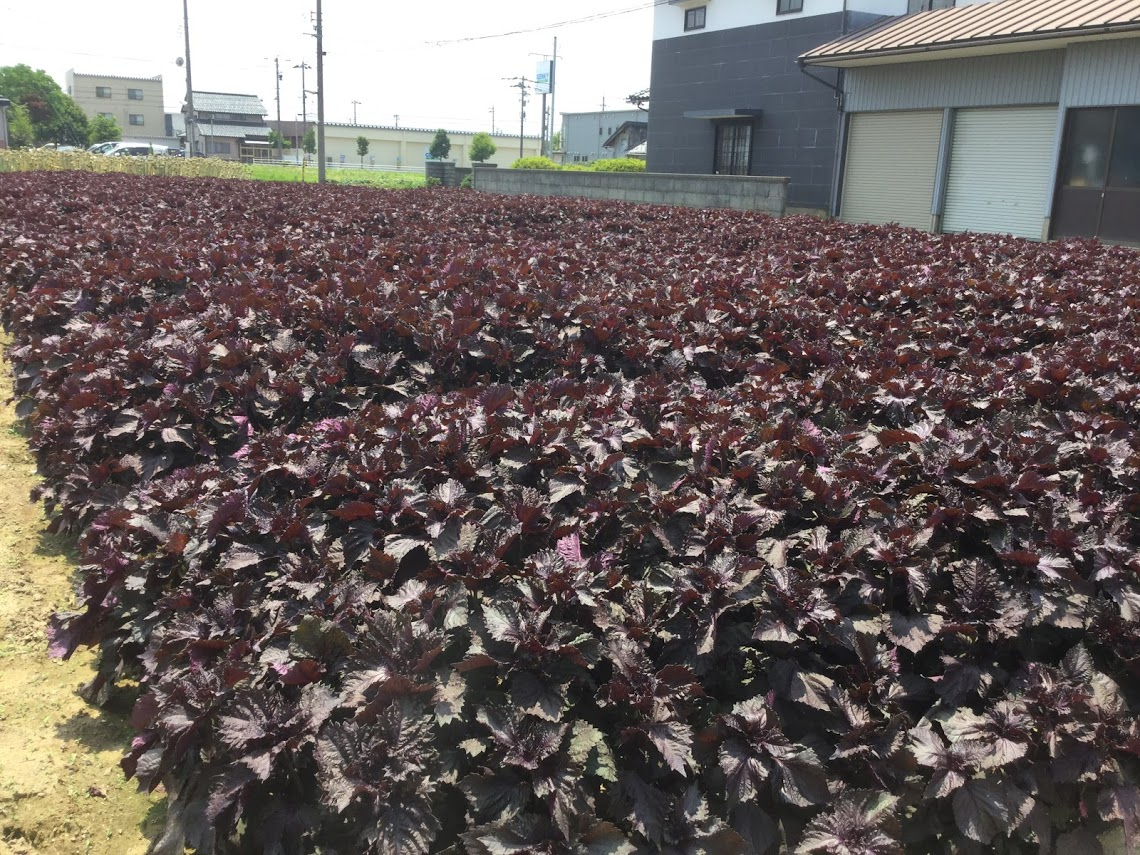
木田チソ（木田チリメンジソ）畑

木田チリメンジソ（きだチリメンジソ）は、福井県福井市木田地区付近で栽培されているチリメンジソ。　現地では「木田ちそ（きだちそ）」と呼ばれている。

## 来歴
明治中期頃から、栽培が始まったと考えられる。
1974年（昭和49年）頃には生産農家の組合が発足した。2014年（平成26年）には有限責任事業組合ちそのかほりが設立され、木田ちそサイダーなどの加工食品の製造にも取り組んでいる。

## 品種の特性
品種は木田地区にあった在来種で、葉の縮れが強いことが特徴である。縮れが織物のちりめんに似ていることが名称の由来である。香りの強さや色合いの鮮やかさが特徴である。葉は厚く、葉を軽くもむだけで梅干しが赤く染まる。

## 生産の現状
1955年（昭和30年）頃の栽培面積は30ha程度、生産農家は約30戸であった。近年では栽培面積や生産農家が減少しており、2009年（平成21年）時点では約30a（アール）、5戸のみである。
播種は2月から3月であり、収穫時期は6月下旬から7月である。福井市木田公民館や福井市立木田小学校で木田チリメンジソの郷土学習が行われており、木田小学校では児童がシソ畑の見学を行ったり、学校でシソジュースを作ったりしている。

## ギャラリー
- 木田チソ（木田チリメンジソ）畑
- 木田チソ（木田チリメンジソ）